# Мартин Маринков
Мартин Маринков е български спортист – самбист, джудист, Световен по  шампион по бойно самбо от първенството в Русия 2011 г. (категория над 100 килограма), Световен вицешампион от първенството през 2014 г. в Япония (категория над 100 килограма), Европейски по  шампион по бойно самбо от първенството в София 2011 година и Вилнюс (Литва) 2011, Европейски вицешампион за 2012 година, категория над 100 килограма.
Състезател на спортен клуб „Прайд“, София.

## Биография
Мартин е роден в София на 7 юни 1990 година. Израства в град Сливница, където завършва своето основно образование в СОУ „Св. св. Кирил и Медодий“. Премества се да учи в столицата, където завършва ПГ „Хенри Форд“.
Започва да тренира бойни спортове, като първо започва да тренира джудо и самбо в клуб Локомотив (София), където първи треньор му е Ангел Върбанов.
През 2007 година отива на първия му голям форум – национален шампионат по джудо за младежи в Сливен, където става пети.
Участва в няколко национални, балкански и европейски шампионати, където има няколко втори и трети места. Напуска Локомотив и преминава в клуб „Илинден“ София, където става втори на Европейски шампионат в Литва.
На 15 май 2011 година става единственият българин с титла на Европейския шампионат София 2011, а само 6 месеца по-късно, на 12 ноември 2011 година спечелва Световната титла при най-тежките на Световното първенство във Вилнюс (Литва), надделявайки на финала нд руският състезател Кирил Сиделников. Руският състезател е отлично подготвен и се състезава под ръководството на легендата Фьодор Емеляненко. Срещата е много оспорвана, като българският състезател успява да победи с 13 на 6, въпреки че от 1 минута играе със счупен нос и силно кръвотечение. На три пъти в мача Маринков получава предупреждение за пасивна защита при партер, като дори главният съдия на мача решава да даде дисквалификация, но публиката остро недоволства и съдиите решават да продължат мача.
През май 2012 година Маринков заминава за европейското първенство в Москва. Родният борец решава да участва, въпреки че няколко седмици преди първенството получава дископатия на тренировка. Така на обезболяващи Маринков достига финала, където обаче губи и завършва със сребърен медал.
През есента на същата година Маринков участва на световно първенство по джудо за младежи в Русия, достига до мачовете за разпределението на медалите, но губи и остава на пето място.